# Борис Хазанов
Борис Хазанов (настоящее имя Геннадий Моисеевич Файбусович; 16 января 1928, Ленинград, РСФСР, СССР — 11 января 2022, Мюнхен, Германия) — русский прозаик, эссеист, переводчик, врач.

## Биография
Родился 16 января 1928 года в Ленинграде в семье служащего, с двухлетнего возраста жил в Москве, во время Второй мировой войны был с семьёй в эвакуации в Татарской АССР до 1944 года, потом вернулся в Москву, учился на классическом отделении филологического факультета МГУ. Был знаком с Семёном Виленским.
В 1949 году на пятом курсе был арестован по обвинению в антисоветской агитации, приговорён Особым совещанием к 8 годам лагерей, содержался в Унжлаге, был условно-досрочно освобождён в 1955 году, жил в городе Клин.
Окончил Калининский медицинский институт, работал врачом, затем редактором в журнале «Химия и жизнь», печатал под псевдонимом научно-популярные книги для школьников, переводил письма Лейбница.
Публиковал прозу в самиздате и зарубежных изданиях, в 1982 г. эмигрировал в Германию. Был одним из соучредителей и издателей русского журнала «Страна и мир» (Мюнхен, 1984—1992). Жил в Мюнхене. В 1983—1993 гг. сотрудничал с «Радио Свобода», в том числе выступал с чтением своего романа «Нагльфар в океане времени».
Скончался 11 января 2022 года в Мюнхене на 94-м году жизни.

## Творчество
Опубликовал семь книг прозы и эссеистики в России, США, Германии и Израиле. Романы «Антивремя» (1985) и «Нагльфар в океане времён» (1993) по недоразумению были отнесены издателями к разряду фантастических. Мастер повествовательного жанра, в каковом у Хазанова пересекаются и перемешиваются времена и культурно-архетипические мотивы. Большое место в творчестве писателя занимают еврейские темы. В основу одного из самых известных произведений Хазанова, повести «Час короля» (1978), легла легенда о том, что датский король Кристиан X в знак солидарности с евреями, которым во время оккупации Дании грозила опасность, носил повязку с шестиконечной звездой.
Для прозы Хазанова характерны рефлексия и ретроспекция как приём; действительность приобретает черты сновидения и наоборот.
Восприятие Хазановым России и её народа может быть охарактеризовано его же словами (из книги «Страх»):
Перед глазами, словно галлюцинация, стоит Русь — страна, куда лиса и кот привели доверчивого Буратино. В этой стране пасутся козы с выщипанными боками, вдоль заборов робко пробираются шелудивые жители, а на перекрёстках стоят свирепые городовые. «Пра-ва держи!» Сыщики нюхают воздух и подозревают самих себя. В этой стране, в полицейском участке, за столом, закапанным чернилами, густо храпит дежурный бульдог. В этой стране было двенадцать миллионов заключённых, и у каждого был свой доносчик, следовательно, в ней проживало двенадцать миллионов предателей. Это та самая страна, которую в рабском виде Царь Небесный исходил, благословляя.
«Бегут. Что им Россия!» 
Что ж, в определённом смысле — я никогда не был патриотом. В своей стране я чувствовал себя ссыльнопоселенцем. Я привык стыдиться этой родины, где каждый день — унижение, каждая встреча — как пощёчина, где всё — пейзаж и люди — оскорбляет взор. Но  тайное чувство шепчет мне,  что  этот стыд есть род извращённой любви.

## Признание
Произведения Б. Хазанова переведены на ряд европейских языков, он — лауреат нескольких литературных премий, в частности, премии города Гейдельберга «Литература в изгнании» (1998), «Русской Премии» (2008), Литературной премии имени Марка Алданова (2010), литературной премии имени А. М. Зверева журнала Иностранная литература (2013).

## Сочинения
- (под псевдонимом Геннадий Шингарев)
  - Необыкновенный консилиум, 1975
  - Мальчик на берегу океана, жизнеописание сэра Исаака Ньютона, 1981
- Запах звёзд, сб., Tel Aviv, 1977
- Час короля. Я Воскресение и Жизнь. Антивремя, New York, 1985
- Миф Россия. New York, 1986
- Нагльфар в океане времён. М.: «Текст», 1993
- (избранные издания последних лет)
  - Допрос с пристрастием. Литература изгнания. Захаров, 2001 (беседы с Джоном Глэдом)
  - Город и сны. М.: Вагриус, 2001
  - Ветер изгнания. М.: Сибирский хронограф, 2003
  - Пока с безмолвной девой. М.: Вагриус, 2005
  - Родники и камни. М.: Новый хронограф, 2009
  - Книги в серии: Русское зарубежье. Коллекция поэзии и прозы (СПб.: Алетейя)
    - Истинная история минувших времён (2009)
    - Третье время (2010)
    - Вчерашняя вечность (2010)
    - После нас потоп (2010)
    - К северу от будущего (2010)
    - Миф Россия (2012)
    - Пусть ночь придёт (2013)
    - Элизиум теней (2013)
    - Опровержение Чёрного павлина (2016)
    - Подвиг Искариота (2016)

  - …Пиши мой друг. Переписка 1995—2011 гг. СПб.: Алетейя, 2013 (переписка с Марком Харитоновым, в 2 томах)
    - Человек-перо. Писатели и литература (2014)
    - Письма из прекрасного далёка: Эпистолярий 1900—2000 годов (2014)